# Aysel Teymurzadə
Aysel Məhəmməd qızı Teymurzadə, ismertebb nevén AySel (Baku, Azerbajdzsán, 1989. április 25.) azerbajdzsáni énekesnő. Arashsal a 2009-es Eurovíziós Dalfesztiválon képviselte hazáját az Always című számmal, amellyel a 3. helyen végeztek.

## Életrajza
AySel 1989-ben született Bakuban. Szülei újságíróként és egyetemi tanárként dolgoznak. Négyéves kora óta énekel. A bakui Lyceum Egyetemen szerzett diplomát, és 2005-2006 között a texasi Texas High School diákja volt. Míg az Egyesült Államokban lakott, részt vett énekversenyeken, ahol három aranyérmet is nyert. 2005-ben részt vett egy azerbajdzsáni tehetségkutatón, a Yeni Ulduzon (Új Világ). 2009 januárjában az Azerbajdzsáni Idegen Nyelvek Egyeteme nemzetközi kapcsolatok szakán tanult.

## Eurovízió
Miközben az egyetemen tanult, az İTV (İctimai Televiziya və Radio Yayımları Şirkəti, azerbajdzsáni kereskedelmi csatorna) kiválasztotta, hogy Arash-al a 2009-es Eurovíziós Dalfesztiválon képviselje saját hazáját. AySel volt az első női énekesnő, aki képviselte Azerbajdzsánt az Eurovíziós Dalfesztiválon. 2009. május 16-án 207 ponttal lettek harmadikok az izlandi Yohanna és a győztes norvég, Alexander Rybak mögött. AySel és Arash a 4. ESC Radio Awards győztese lett, a legjobb csoport kategóriában. 2009. május 28-án bejelentette, hogy Arashsal egy európai koncertturnén vesz részt, és olyan országokban adnak koncertet, mint Görögország, Svédország és Oroszország. Miután visszatért turnéjáról, bejelentette, hogy Arash segít neki lemeze elkészítésében, amelyet a Sonny BMG és a Warner Music is támogat.
Szerepelt Danone-joghurtok reklámjaiban, amelyeket Azerbajdzsánban és Grúziában adtak le a tévék.